# Elbogen Keramik
Elbogen Keramik var ett keramikföretag med verksamhet i Malmö från 1955 till 1982 då företaget lades ner. Elbogen koncentrerade sig på små och medelstora figuriner, dekorativa bruksföremål och en del väggreliefer. 
Elbogen Keramik tillverkade dekorativa handtillverkade figurer i oglaserad och glaserad keramik. De flesta är mellan 10 och 45 centimeter höga föreställande människor från olika perioder under 1900-talet, både barn och vuxna. Många av dem högtidsklädda i kostymer och klänningar vid livets olika högtider, exempelvis jultomtar, lucior och studenter. Några föreställer yrkesutövare, som snickare och musiker. Även olika etniska figurer, till exempel eskimåer. 
Vissa kvinnliga figurer saknar ansiktsdrag. Några kvinnofigurer har öppningar vid sina händer för att ge plats för blomsterarrangemang.
Det var både fast anställda och elever som skapade och utförde arbete. Kända signaturer är CE, CHM, Chris, CJ, EJ, EO, Fåk, JE, G-B.R, GP, h, LE, MH, MM, ML, SL, UL, VR, UT.
Vid signaturen finns oftast en stiliserad gavel på ett medeltida hus, en trappgavel. Ibland är gaveln halv. På vissa föremål står endast texten "Elbogen".